# Филм (музичка група)
Филм је била југословенска и хрватска рок група која је основана 1978. у Загребу. Група је била једна од најпопуларнијих рок група југословенског новог таласа почетком 1980-их. Вођа групе је био Јура Стублић.

## Историја
Група је стекла велику популарност 1981. Њихов први хит је била песма „Неприлагођен“. У то време Стублић је написао хитове „Замисли живот у ритму музике за плес“, „Радио-љубав“, „Заједно“, „Кад си млад“, „Одведи ме из овог града“ и „Зона сумрака“. Њихов највећи концерт је одржан у загребачком клубу Кулишић 11. фебруара 1981. када су снимили и концертни албум. Године 1986. прва постава се распала.
Недуго по распаду оригиналне поставе, Јура Стублић је основао нову групу Јура Стублић & Филм. Најпознатије песме овог састава су биле „Сјећам се првог пољупца“, „Глас срца“, „Добре вибрације“ и „Љубав је закон“. Група је 1992. објавила свој последњи албум „Храна за голубове“. На том албуму су биле две песме на тему рата, „Е мој друже београдски“ и „Били цвитак“.

## Фестивали
- 1980. Омладина, Суботица — Неприлагођен, победничка песма
- 1988. МЕСАМ — Љубав је закон
- 1989. Златна палма, Дубровник — Роб љубави
- 1990. Цавтат фест — Глас срца